# Aeroporto di Arraias
L'aeroporto di Arraias (IATA: AAI, ICAO: SWRA) è un aeroporto brasiliano situato a 2 km dal centro della cittadina di Arraias, nello stato federale del Tocantins.
Lo scalo è posto all'altitudine di 586 m s.l.m. (1 923 ft), è privo di ogni infrastruttura ed è costituito unicamente dalla pista con superficie in asfalto e orientamento 15/33, lunga 1 500 m e larga 45 m (4 921 x 148 ft).
L'aeroporto è aperto al traffico dell'aviazione generale.